# Алея Героїв (Запоріжжя)
Алéя Герóїв — меморіальний комплекс воїнів АТО/ООС, захисників територіальної цілісності та суверенітету України (війни на сході України, російського вторгнення в Україну). Розташований на бульварі Шевченка у Вознесенівському районі міста Запоріжжя біля Запорізької міської ради. Мета створення Алеї Героїв — увічнення пам'яті, забезпечення вшанування учасників бойових дій, осіб, які здійснили героїчні вчинки в ім'я українського народу та мають особливі заслуги.

## Історія
Алея Героїв створена за ініціативи Запорізької міської ради та при підтримці великого бізнесу (першим відгукнувся ПАТ «Запоріжсталь»), представників середнього та малого бізнесу та небайдужих мешканців міста. 1 жовтня 2023 року відбулося відкриття Алеї Героїв в День захисників і захисниць України. Її присвятили запоріжцям, які загинули на фронті. В цей день було встановлено перші дев'ять призм із зображенням та інформацією про захисників України. Через Департамент соціального захисту збирає згоди від родичів щодо встановлення призм. На Алеї Героїв портрети і історії дев'яти жителів Запоріжжя, які загинули, захищаючи Україну: Дениса Тарасова, Андрія Аржанова, Дмитра Батрака, Олександра Білого, Романа Горькового, Дмитра Гребенюка, Ігора Дейнеги, Сергія Дрюцького, Максима Літвінова. Станом на 1 жовтня 2023 року згоди вже отримано від 120 родин загиблих запорізьких воїнів.
6 грудня 2023 року на Алеї Героїв встановлені ще 20 призм з іменами полеглих українських захисників. На одному з нових стендів з'явилось ім'я В'ячеслава Зайцева — колишнього депутата міської ради та військового, на честь якого була перейменована вулиця в центрі міста. Загалом нині на Алеї Героїв встановлено 40 призм, присвячених полеглим військовим.
28 грудня 2023 року «Алея Героїв» доповнилася ще 34-ма новими призмами,   встановлення яких профінансувало підприємство «Мотор Січ» та місцеві підприємці.
24 лютого 2024 року Алея Героїв доповнилася іменами ще 20 запорізьких захисників, які віддали своє життя за Незалежність України.
15 липня 2024 року перед мерією в Запоріжжі, в пам'ять про полеглих захисників встановлена електронна призма-меморіал, в якій вже налічується 168 імен загиблих захисників. Міська влада, за результатами засідання Консультативної ради жінок загиблих Героїв, розпочала роботу над концепцією єдиного меморіалу пам'яті та передбачено створити музейні та інтерактивні експозиції для вшанування пам'яті полеглих захисників ще у трьох районах міста, у вигляді встановлення іменних табличок і облаштування спеціальних локацій для вшанування пам'яті. Передбачено створити такі локації в парк у Комунарському районі, сквері по вулиці Євпаторійській в Заводському районі, Алея бойової Слави, вулиця Перемоги у Вознесенівському районі. Зі згоди родин в електронну призму-меморіал додані імена полеглих захисників та захисниць міста Запоріжжя, який наразі містить інформацію про 247 воїнів. Профільні структури міської ради працюють з родинами та близькими загиблих захисників і захисниць.